# Liste der Monuments historiques in Saint-Fargeau-Ponthierry
Die Liste der Monuments historiques in Saint-Fargeau-Ponthierry führt die Monuments historiques in der französischen Gemeinde Saint-Fargeau-Ponthierry auf.

## Liste der Bauwerke
| Bezeichnung         | Beschreibung | Standort                                            | Kennzeichnung | Schutzstatus | Datum     | Bild           |
| ------------------- | ------------ | --------------------------------------------------- | ------------- | ------------ | --------- | -------------- |
| Friedhofskreuz      | Erbaut 1749  | Place de l’Église (Lage)                            | PA77000017    | Inscrit      | 2000      | weitere Bilder |
| Tapetenfabrik Leroy | Erbaut 1913  | 4 bis 8, rue Pasteur Rue du 11-Novembre-1918 (Lage) | PA00087269    | Inscrit      | 1986 2006 | weitere Bilder |

## Liste der Objekte
- Monuments historiques (Objekte) in Saint-Fargeau-Ponthierry in der Base Palissy des französischen Kultusministeriums